# Coppa Italia 2002-2003 (hockey su ghiaccio)
La Coppa Italia 2002-2003 di hockey su ghiaccio fu la 7ª edizione del trofeo.

## Formula
A causa dell'esiguo numero di squadre al via della Serie A1, la sfida per la coppa Italia ha visto affrontarsi la prima e la seconda classificata al termine del secondo girone di andata e ritorno. La gara è slittata al 18 gennaio del 2003.

## Tabellone
|  | Finale        |               |               |               |    |  |
|  |               |               |               |               |    |  |
|  | Milano Vipers | Milano Vipers | Milano Vipers | Milano Vipers | 5‡ |  |
|  | Asiago        | Asiago        | Asiago        | Asiago        | 4  |  |

†: partita terminata ai tempi supplementari; ‡: partita terminata ai tiri di rigore
 I Milano Vipers vincono ai tiri di rigore la loro prima Coppa Italia.